# Beata (film)
Beata – polski film obyczajowy z 1964 roku, na podstawie powieści Mariana Bielickiego Małgorzato, nie skacz.
Plenery: Warszawa (dworzec Warszawa Śródmieście, okolice stacji Warszawa Powiśle, bar w Hotelu Europejskim, kawiarnia „Kaprys”, szpital wojskowy przy ul. Szaserów), Łódź (akademik na osiedlu Lumumbowo), Niechorze.

## Obsada aktorska
- Pola Raksa − Beata Kłosowicz
- Marian Opania − Olek Smoleński „Ramzes”, kolega z klasy Beaty
- Antonina Gordon-Górecka − Rybczyńska, wychowawczyni klasy Beaty
- Renata Kossobudzka − Antonina Kłosowicz, matka Beaty
- Anna Ciepielewska − kapitan Karska, prowadząca poszukiwania Beaty
- Piotr Pawłowski − Karol Kłosowicz, ojciec Beaty
- Wiesław Gołas − okularnik, kolega muzyka Bogusia
- Wojciech Duryasz − Jacek Kamieński, chłopak Beaty
- Janina Borońska − Monika „Unka”, koleżanka z klasy Beaty
- Ryszard Dembiński − konferansjer Sielczuk, sprawca ciąży Marty Majewskiej, koleżanki Beaty
- Paweł Galia − „Matador”, kolega z klasy Beaty
- Ewa Mirowska − Ewa
- Elżbieta Borkowska-Szukszta − dziewczyna w kawiarni
- Cezary Kussyk − Jotko, nauczyciel polskiego
- Barbara Rachwalska − lekarka
- Danuta Przesmycka − kelnerka